# 桜井信之
桜井 信之（さくらい のぶゆき、1969年1月 - ）は、日本のプロモデラー、模型ライター。
愛称は「サクライ総統」。雑誌『電撃ホビーマガジン』の創刊当初から活動し、現在は各種模型誌、書籍、映像メディアにおいて精力的に活動している。プラモデルの普及活動や技術指導で知られ、「模型の伝道師」として評価されている。

## 経歴
1990年代末、模型雑誌『電撃ホビーマガジン』創刊時よりライターおよびプロモデラーとして参加。プロモデラーとして活動を始める。『電撃ホビーマガジン』創刊号から模型の製作や連載記事を担当し、初心者からプロ志望者まで幅広い層に模型技術を伝えている。特にプラモデル製作における初心者指導や上級テクニック解説に定評がある。
模型製作・技術解説を専門とするライターとして、雑誌連載『サクライ総統の国民総モデラー化計画』などを執筆した。また、初心者から上級者向けまで幅広いレベルの模型技術解説記事を手掛け、ベテランモデラーとして模型界に広く知られるようになった。
『電撃ホビーマガジン』休刊後も、ホビージャパンが発行する『HJメカニクス』に連載を持つなど、プロモデラーとしての活動を継続。また、吉本芸人によるYouTubeチャンネル『吉本プラモデル部』にゲスト出演し、技術指導や解説なども行っている。

## 代表作品・活動
- 『電撃ホビーマガジン』、『HJメカニクス』など模型専門誌に数多くの作品と記事を執筆しているほか、プロモデラーとしても多岐に渡るジャンルの模型を制作している。キャラクターモデル、スケールモデル、特にガンプラなどのジャンルに精通。
- 『サクライ総統の国民総モデラー化計画』（電撃ホビーマガジン連載）
- 『すぐできる！ガンプラ改造テクニック』（模型技術書籍）
- 『たった2日でここまでできる！週末ホビー』（ホビージャパン関連書籍）
- 『吉本プラモデル部』YouTubeチャンネルにゲスト出演（技術解説、企画出演）

## 受賞歴・業績
『電撃ガンプラ王2014』審査員を務めるなど、審査員・講師としての業績が多く、モデラー育成・普及に貢献している。

## 吉本プラモデル部との関わり
YouTubeチャンネル『吉本プラモデル部』にゲストモデラーとして出演し、プロモデラーならではの技術指導や、作例解説を担当している。番組内では、「総統」として出演することもある。芸人たちとの交流を通じ、模型文化の普及に努めている。

## 特筆すべきエピソード
- 愛称の「サクライ総統」は、『電撃ホビーマガジン』での自身の連載タイトルから定着したもので、親しみやすさからファンに定着している。
- 吉本プラモデル部の出演を通じ、芸人のプラモデル製作をサポートした際には、「プロの的確なアドバイスが面白く、ためになる」と視聴者に好評を得ている。
- 各種模型イベントに参加し、『キャラホビ』などでライブ製作実演を行い、ファンと積極的に交流を図っている。